# Charlot rival d'amour
Pour plus de détails, voir Fiche technique et Distribution.
Charlot rival d'amour (Those Love Pangs) est une comédie américaine de et avec Charlie Chaplin, sortie le 10 octobre 1914.

## Synopsis
Charlot et Chester se battent pour plaire à leur logeuse. Celle-ci, lassée par leur numéro, s'éloigne, laissant les deux hommes se chamailler.
Au parc, Charlot croise une jeune fille brune qu'il essaie de séduire. Mais il doit déguerpir lorsque son petit ami arrive. Pendant ce temps, Chester a facilement conquis une jeune fille blonde. Lorsqu'il s'en aperçoit, désespéré, Charlot tente de se suicider en se jetant dans le lac, mais un policier le retient au dernier moment. Il décide alors de prendre sa revanche sur Chester, mais en voulant le rejoindre il croise de nouveau la route du petit ami de la jeune fille brune, toujours mécontent. Après un échange verbal virulent, Charlot balance le jeune homme dans le lac, et retourne voir Chester pour l'assommer. Les deux jeunes filles s'en vont alors et entrent dans un Nickelodeon. 
Charlot les rejoint et finit par les séduire dans la salle de cinéma. Mais très vite Chester et le petit ami le rattrapent, et, très énervés, le balancent à travers l'écran.

## Fiche technique
- Réalisation, scénario et montage : Charles Chaplin
- Photo : Frank D. Williams
- Producteur : Mack Sennett
- Distribution : Mutual Film
- Format : Noir et Blanc - Muet
1,33:1
- Pays :  États-Unis
- Langue : intertitres originaux en anglais
- Durée : 16 minutes
- Date de sortie : 
  - États-Unis :  10 octobre 1914

## Distribution
- Charlie Chaplin : Charlot
- Chester Conklin : le rival de Charlot
- Cecile Arnold : la jeune fille blonde
- Vivian Edwards : la jeune fille brune
- Helen Carruthers : la logeuse
- Fred Hibbard : le petit ami de la brune (non crédité)
- Harry McCoy : le policier